# Villers-Agron-Aiguizy
Villers-Agron-Aiguizy är en kommun i departementet Aisne i regionen Hauts-de-France i norra Frankrike. Kommunen ligger  i kantonen Fère-en-Tardenois som ligger i arrondissementet Château-Thierry. År 2022 hade Villers-Agron-Aiguizy 70 invånare.

## Befolkningsutveckling
Antalet invånare i kommunen Villers-Agron-Aiguizy
Referens: INSEE